# プライバシー・ファッション
『プライバシー・ファッション』は、麻丘めぐみ通算9枚目のスタジオ・アルバム。発売日は1976年7月1日。発売元はビクター音楽産業（現：ビクターエンタテインメント）。規格品番：SJX-10139。2009年3月25日に初CD化された。

## 解説
先行シングル「夏八景」（1976/6/5）とB面曲「黄昏のテラス」を含む、9枚目のオリジナル・アルバム。楽曲作家群に阿久悠が初参加したアルバムとなる。
オリジナル・アルバムの次回作『白壁の肖像』（1976/11/15）はベスト・アルバムを含むLP2枚組みであったので、新曲のみで構成されたレコード1枚のオリジナル作品としては、本作品が最後になっている。パッケージ内には、直筆跡サインのついた、カラー・ピンナップが封入された。
収録曲のうち「風暦」は、のちに発売されたシングル「夜霧の出来事」（1976/9/5）のB面にリカットされた。
芸能生活50周年を迎えた2009年、リマスタリングで高音質化された紙ジャケット仕様で初めてCD復刻された。タイトルは『プライバシー・ファッション +11』で、未収録のシングルA面/B面曲やカラオケ音源がボーナス・トラックで11曲追加収録された。10曲目「風暦」と11曲目「銀世界」の合間には、10秒程度のブランク・タイムが挿入されている。

## 収録曲

### LP盤
Side A
1. 夏八景
  - 作詞: 阿久悠、作曲・編曲: 筒美京平
2. 空っぽの椅子
  - 作詞: 阿久悠、作曲・編曲: 穂口雄右
3. はじらい
  - 作詞: 中里綴、作曲: 和泉常寛、編曲: 川上了
4. 雨もよう
  - 作詞: 吉田健美、作曲: 杉本真人、編曲: 川上了
5. だまされたいの
  - 作詞: 阿久悠、作曲: 筒美京平、編曲: 筒美京平・萩田光雄

Side B
1. もうあの調べはひく気も起きない
  - 作詞: 阿久悠、作曲・編曲: 穂口雄右
2. 黄昏のテラス
  - 作詞: 阿久悠、作曲: 筒美京平、編曲: 筒美京平・萩田光雄
3. 話せる人なのネ
  - 作詞: 阿久悠、作曲・編曲: 穂口雄右
4. 恋景色
  - 作詞: 中里綴、作曲: 和泉常寛、編曲: 川上了
5. 風暦
  - 作詞: 吉田健美、作曲: 杉本真人、編曲: 川上了

### CD盤（2009年）
1. 夏八景（3:35）
2. 空っぽの椅子（3:38）
3. はじらい（3:45）
4. 雨もよう（3:48）
5. だまされたいの（3:17）
6. もうあの調べはひく気も起きない（3:09）
7. 黄昏のテラス（3:08）
8. 話せる人なのネ（3:05）
9. 恋景色（2:46）
10. 風暦（3:36）
11. 銀世界 -ボーナス・トラック-（3:38）
  - 作詞: 橋本淳、作曲: 都倉俊一、編曲: 馬飼野康二
12. 映画のあとで -ボーナス・トラック-（3:29）
  - 作詞: 橋本淳、作曲: 都倉俊一、編曲: 馬飼野康二
13. ねえ -ボーナス・トラック-（3:10）
  - 作詞: 喜多条忠、作曲・編曲: 川口真
14. 原宿グラフィティ -ボーナス・トラック-（3:02）
  - 作詞: 喜多条忠、作曲・編曲: 川口真
15. 夏八景 -オリジナル・カラオケ-（3:33）
16. 黄昏のテラス -オリジナル・カラオケ-（3:05）
17. 夜霧の出来事 -オリジナル・カラオケ-（3:27）
  - 作詞: 吉田健美、作曲: 響わたる、編曲: あかのたちお
18. 銀世界 -オリジナル・カラオケ-（3:28）
19. 映画のあとで -オリジナル・カラオケ-（3:27）
20. ねえ -オリジナル・カラオケ-（3:09）
21. 原宿グラフィティ -オリジナル・カラオケ-（2:58）

## 発売履歴
- 1976年07月01日 - LP、規格品番：SJX-10139
- 2009年03月25日 - CD（紙ジャケット仕様、リマスタリング、本人インタビュー付）、規格品番：VICL-63265